# Abel Mikaelian
Abel Mikaelian (Geburtsname Abel Mikaeljan; * 2. April 1993 in Jerewan, Armenische SSR, Sowjetunion), auch bekannt als Abel Gevor ist ein deutscher Profiboxer armenischer Abstammung. Er ist der jüngere Bruder von Noel  Gevor und boxt aktuell im Halbschwergewicht. Abel Mikaelian boxt in der Rechtsauslage.

## Privates und Boxkarriere
Nach seinem Abitur folgte er seinem älteren Bruder und wechselte mit nur 19 Jahren ins Profilager. Dabei bestritt er sein Debütkampf am 7. Juli 2012 für die EC Boxpromotion in Hamburg. Später wechselte er zu Sauerland Event und bestritt am 16. August 2014 in der Messehalle von Erfurt seinen ersten Kampf für Sauerland Event und gewann einstimmig nach Punkten gegen Attila Palko aus Ungarn. Seinen letzten Kampf unter dem Sauerland Stall bestritt er am 14. Oktober 2016, als er gegen den ebenfalls bei Sauerland Event unter Vertrag stehenden Alexander Hagen (9-1) einstimmig nach Punkten gewann. Mikaelian wurde zunächst von seinem Ex-Stiefvater Khoren Gevor trainiert. Zudem unterstützt er seinen Bruder Noel Gevor als Sparringspartner bei der Vorbereitung auf seine Kämpfe. Mikaelian ist aktuell in 13 Profikämpfen ungeschlagen und konnte 5 davon vorzeitig für sich entscheiden.
Abel Mikaelian lebt in Hamburg und ist zudem als Jurist tätig. Daneben ist er als Manager tätig und managt aktuell WBC Weltmeister im Cruisergewicht Noel Mikaelian.

## Liste der Profikämpfe
| 13 Siege (5 K.-o.-Siege), 0 Niederlagen, 0 Unentschieden |               |                                           |                                         |                        |
| Jahr                                                     | Tag           | Ort                                       | Gegner/Kampfziel                        | Ergebnis               |
| 2012                                                     | 7. Juli       | Boxsporthalle Braamkamp, Winterhude       | Rumänien Mihai Macovei                  | Punktsieg (einstimmig) |
| 2013                                                     | 27. Juli      | Kugelbake-Halle, Cuxhaven                 | Polen Lukas Kaczmarczyk                 | Sieg / KO (2. Runde)   |
| 2013                                                     | 5. Oktober    | Zaal „de Spiraal“, Geraardsbergen         | Lettland Jevgenijs Belitcenko           | Punktsieg (einstimmig) |
| 2013                                                     | 23. November  | CU Arena, Hamburg                         | Lettland Ricards Bolotniks              | Sieg / TKO (3. Runde)  |
| 2014                                                     | 15. Februar   | Allround-Arena, Rostock                   | Bosnien und Herzegowina Alexandar Kuvac | Sieg / TKO (1. Runde)  |
| 2014                                                     | 29. März      | „F“ Club, Duchcov                         | Tschechien Milan Ruso                   | Sieg / TKO (1. Runde)  |
| 2014                                                     | 28. Mai       | Kulturkirche Altona, Altona               | Tschechien Josef Obeslo                 | Punktsieg (einstimmig) |
| 2014                                                     | 16. August    | Messehalle, Erfurt                        | Ungarn Attila Palko                     | Punktsieg (einstimmig) |
| 2014                                                     | 20. Dezember  | CU Arena, Hamburg                         | Serbien Zeljko Mrdakovic                | Sieg / TKO (3. Runde)  |
| 2015                                                     | 30. Mai       | Boxsporthalle Braamkamp, Winterhude       | Litauen Kiril Psonko                    | Punktsieg (einstimmig) |
| 2015                                                     | 3. Oktober    | Boxsporthalle Braamkamp, Winterhude       | Deutschland Steve Kroekel               | Punktsieg (einstimmig) |
| 2016                                                     | 14. Oktober   | Inselparkhalle, Wilhelmsburg              | Norwegen Alexander Hagen                | Punktsieg (einstimmig) |
| 2019                                                     | 14. September | ZF-Arena Friedrichshafen, Friedrichshafen | Ukraine Serhii Zhuk                     | Punktsieg (einstimmig) |
| (Quelle: BoxRec-Datenbank)                               |               |                                           |                                         |                        |